# Paul Manafort
Paul John Manafort Jr. (New Britain, Connecticut; 1 de abril de 1949) es un consultor político, cabildero y abogado estadounidense. Se unió al equipo de campaña presidencial de Donald Trump en marzo de 2016 y se desempeñó como gerente de campaña de junio a agosto de 2016. Anteriormente fue asesor de las campañas presidenciales estadounidenses de los republicanos Gerald Ford, Ronald Reagan, George H. W. Bush y Bob Dole. En 1980, Manafort cofundó la firma de cabildeo Black, Manafort & Stone, con sede en Washington, D. C., junto con Charles R. Black Jr. y Roger Stone, a quienes se les unió Peter G. Kelly en 1984.

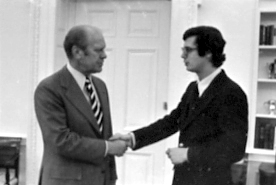
Manafort con Gerald Ford en 1976

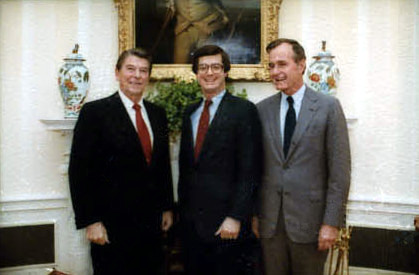
Manafort con Ronald Reagan y George H. W. Bush en 1982

Manafort a menudo hizo cabildeo en nombre de controvertidos líderes extranjeros como el expresidente de Ucrania Víktor Yanukóvich, el exdictador de Filipinas Ferdinand Marcos, el exdictador de la antigua República Democrática del Congo Mobutu Sese Seko, y el líder guerrillero angoleño Jonas Savimbi. Realizar cabildeo para servir a los intereses de gobiernos extranjeros en los Estados Unidos requiere registrarse con el Departamento de Justicia bajo la Ley de Registro de Agentes Extranjeros (FARA); sin embargo, Manafort nunca se había registrado antes del 27 de junio de 2017, fecha en la que se registró de manera retroactiva.
Manafort está bajo investigación por múltiples agencias federales. Según los informes, el FBI ha llevado a cabo una investigación criminal activa sobre él desde 2014 en relación con los negocios mientras él estaba realizando lobby a favor de Yanukovich. También es una persona de interés en la investigación de contrainteligencia del FBI investigando las acusaciones de interferencia del gobierno ruso en las elecciones presidenciales de Estados Unidos de 2016. A Manafort le dijeron, después de que su casa fuera allanada, que sería acusado por la investigación del fiscal especial Robert Mueller.
El 30 de octubre de 2017, Manafort se puso a disposición del FBI después de que se conociera la noticia de que un gran jurado federal lo había acusado a él y a su socio comercial Rick Gates. Los cargos surgen de su trabajo de consultoría para el gobierno prorruso de Yanukóvich en Ucrania. La acusación formal había sido solicitada por la unidad de investigación especial de Mueller. La acusación acusó a Manafort de conspiración contra los Estados Unidos, conspiración para lavar dinero, no presentar informes de cuentas bancarias y financieras extranjeras, ser un agente no registrado de capital extranjero, declaraciones falsas y engañosas de FARA y declaraciones falsas.
El 13 de septiembre de 2018, Paul Manafort se declaró culpable de dos cargos criminales, el de conspiración y conspiración para manipular testigos, como parte de un acuerdo con el fiscal Robert Mueller.